# 滶河
滶河（又名璠水、池河、直河），是中国长江流域汉水水系的一条河流，汇入汉水中游。河长88千米，流域面积1625平方千米，多年平均流量立方米每秒。